# MonsterVerse
MonsterVerse är en amerikansk mediafranchise och ett delat fiktivt universum, som är centrerat kring en serie av monsterfilmer med Godzilla och King Kong, distribuerad av Warner Bros. och producerad av Legendary Pictures. Den första filmen var Godzilla som hade premiär 2014, och den femte och senaste filmen var Godzilla x Kong: The New Empire som hade premiär 2024. Under 2023 släpptes franchisens två första serier, Skull Island och Monarch: Legacy of Monsters, på Netflix respektive Apple TV+.

## Filmer
| Titel                           | Biopremiär   | Regissör            | Manus                                         | Synopsis                                           | Producent                                                                       | Status           |
| ------------------------------- | ------------ | ------------------- | --------------------------------------------- | -------------------------------------------------- | ------------------------------------------------------------------------------- | ---------------- |
| Godzilla                        | 16 maj 2014  | Gareth Edwards      | Max Borenstein                                | David Callaham                                     | Jon Jashni, Mary Parent, Brian Rogers och Thomas Tull                           | Släppt           |
| Kong: Skull Island              | 10 mars 2017 | Jordan Vogt-Roberts | Dan Gilroy, Max Borenstein och Derek Connolly | John Gatins                                        | Alex Garcia, Jon Jashni, Mary Parent och Thomas Tull                            | Släppt           |
| Godzilla: King of the Monsters  | 31 maj 2019  | Michael Dougherty   | Michael Dougherty och Zach Shields            | Max Borenstein, Michael Dougherty och Zach Shields | Alex Garcia, Jon Jashni, Mary Parent, Brian Rogers och Thomas Tull              | Släppt           |
| Godzilla vs. Kong               | 26 mars 2021 | Adam Wingard        | Michael Dougherty och Zach Shields            | Michael Dougherty och Zach Shields                 | Alex Garcia, Jon Jashni, Eric McLeod, Mary Parent, Brian Rogers och Thomas Tull | Släppt           |
| Godzilla x Kong: The New Empire | 27 mars 2024 | Adam Wingard        | Terry Rossio, Simon Barrett och Jeremy Slater | Terry Rossio, Simon Barrett och Jeremy Slater      | Alex Garcia, Jon Jashni, Eric McLeod, Mary Parent, Brian Rogers och Thomas Tull | Släppt           |
| Godzilla x Kong: Supernova      | 26 mars 2027 | Grant Sputore       | David Callaham och Michael Lloyd Green        | David Callaham och Michael Lloyd Green             | Mary Parent och Thomas Tull                                                     | Inspelning pågår |

### Mottagande
| Titel                          | Biopremiär   | Budget            | Intäkter        | Rotten Tomatoes       | Metacritic          |
| ------------------------------ | ------------ | ----------------- | --------------- | --------------------- | ------------------- |
| Godzilla                       | 16 maj 2014  | $160 miljoner     | $529 076 069    | 75% (318 recensioner) | 62 (48 recensioner) |
| Kong: Skull Island             | 10 mars 2017 | $185 miljoner     | $566 652 812    | 75% (368 recensioner) | 62 (49 recensioner) |
| Godzilla: King of the Monsters | 29 maj 2019  | $170 miljoner     | $387 300 138    | 42% (354 recensioner) | 48 (47 recensioner) |
| Godzilla vs. Kong              | 26 mars 2021 | $155–200 miljoner | $470 116 094    | 76% (392 recensioner) | 59 (57 recensioner) |
| Totalt                         | Totalt       | ~$693 miljoner    | $1 953 145 113  |                       |                     |
| Genomsnitt                     | Genomsnitt   | 173 miljoner      | $488 286 278,25 | 67%                   | 58                  |

## TV-serier
| Titel                       | Säsong | Avsnitt | Datum            | Datum           | Streamingtjänst | Snowrunner     | Status |
| Titel                       | Säsong | Avsnitt | Släpptes         | Avslutades      | Streamingtjänst | Snowrunner     | Status |
| --------------------------- | ------ | ------- | ---------------- | --------------- | --------------- | -------------- | ------ |
| Skull Island                | 1      | 8       | 22 juni 2023     | 22 juni 2023    | Netflix         | Brian Duffield | Släppt |
| Monarch: Legacy of Monsters | 1      | 10      | 17 november 2023 | 12 januari 2024 | Apple TV+       | Chris Black    | Släppt |